# Pseudodoryctes fulvipes
Pseudodoryctes fulvipes är en stekelart som beskrevs av Szepligeti 1914. Pseudodoryctes fulvipes ingår i släktet Pseudodoryctes och familjen bracksteklar. Inga underarter finns listade i Catalogue of Life.